# Liste der denkmalgeschützten Objekte in Bánovce nad Bebravou
Die Liste der denkmalgeschützten Objekte in Bánovce nad Bebravou enthält die 21 nach slowakischen Denkmalschutzvorschriften geschützten Objekte in der Gemeinde Bánovce nad Bebravou im Okres Bánovce nad Bebravou.

## Denkmäler
| Foto |                 | Denkmal / č. ÚZPF                                                  | Standort / Konskr. Nr.                                           | Offizielle Beschreibung               | Beschreibung                                                     | Metadaten                                                            |
| ---- | --------------- | ------------------------------------------------------------------ | ---------------------------------------------------------------- | ------------------------------------- | ---------------------------------------------------------------- | -------------------------------------------------------------------- |
|      | Datei hochladen | Denkmal(sk) ObjektID: 301-136/0                                    | KG: Bánovce nad Bebravou Konskr.Nr.:                             | obete fašizmu                         | für die Opfer des Faschismus                                     | č. NKP: 301-136/0 Stand des NKP: 2012-02-28 Name: POMNÍK             |
|      | Datei hochladen | Gemeinschaftsgrab(sk) ObjektID: 301-137/0                          | KG: Bánovce nad Bebravou Konskr.Nr.:                             | padlí partizáni                       | der gefallenen Partisanen                                        | č. NKP: 301-137/0 Stand des NKP: 2012-02-28 Name: HROB SPOLOČNÝ      |
| ja   | Datei hochladen | Kirche(sk) ObjektID: 301-138/0                                     | Standort KG: Bánovce nad Bebravou Konskr.Nr.:                    | r.k.sv.Mikuláša                       | römisch-katholische Kirche St. Nikolaus                          | č. NKP: 301-138/0 Stand des NKP: 2012-02-28 Name: KOSTOL             |
|      | Datei hochladen | Kreuz(sk) ObjektID: 301-139/0                                      | KG: Bánovce nad Bebravou Konskr.Nr.:                             | prícestný,kamenný;prícestný kríž      | steinernes Kreuz am Straßenrand                                  | č. NKP: 301-139/0 Stand des NKP: 2012-02-28 Name: KRÍŽ               |
|      | Datei hochladen | Statue(sk) ObjektID: 301-10706/0                                   | KG: Bánovce nad Bebravou Konskr.Nr.:                             | sv.Ján Nepomucký                      | St. Johannes Nepomuk (Kopie)                                     | č. NKP: 301-10706/0 Stand des NKP: 2012-02-28 Name: SOCHA            |
|      | Datei hochladen | Sockel(sk) ObjektID: 301-10705/1                                   | Duklianska ul. KG: Bánovce nad Bebravou Konskr.Nr.:              | ;originál podstavca                   | Original                                                         | č. NKP: 301-10705/1 Stand des NKP: 2012-02-28 Name: PODSTAVEC        |
|      | Datei hochladen | Statue(sk) ObjektID: 301-10705/2                                   | Duklianska ul. KG: Bánovce nad Bebravou Konskr.Nr.:              | sv.Ján Nepomucký;originál sochy       | St. Johannes Nepomuk (Original Statue)                           | č. NKP: 301-10705/2 Stand des NKP: 2012-02-28 Name: SOCHA            |
|      | Datei hochladen | Sockel(sk) ObjektID: 301-10709/1                                   | Jesenského ul. KG: Bánovce nad Bebravou Konskr.Nr.:              | ;originál podstavca                   | Original                                                         | č. NKP: 301-10709/1 Stand des NKP: 2012-02-28 Name: PODSTAVEC        |
| ja   | Datei hochladen | Statue(sk) ObjektID: 301-10709/2                                   | Jesenského ul. KG: Bánovce nad Bebravou Konskr.Nr.:              | sv.Florián;originál sochy             | St. Florian (Original Statue)                                    | č. NKP: 301-10709/2 Stand des NKP: 2012-02-28 Name: SOCHA            |
|      | Datei hochladen | Statue(sk) ObjektID: 301-10709/3                                   | Jesenského ul. KG: Bánovce nad Bebravou Konskr.Nr.:              | sv.Florián;Kópia pôvodnej sochy       | St. Florian (Kopie)                                              | č. NKP: 301-10709/3 Stand des NKP: 2012-02-28 Name: SOCHA-KÓPIA      |
| ja   | Datei hochladen | Synagoge(sk) Synagoge (Bánovce nad Bebravou) ObjektID: 301-10710/0 | Jesenského ul. Standort KG: Bánovce nad Bebravou Konskr.Nr.:     | ;Bývalá synagóga                      | Die ehemalige Synagoge                                           | č. NKP: 301-10710/0 Stand des NKP: 2012-02-28 Name: SYNAGÓGA         |
|      | Datei hochladen | Gedenkhaus(sk) ObjektID: 301-10491/0                               | Jesenského ul. 19 KG: Bánovce nad Bebravou Konskr.Nr.: 569       | Jesenský Janko;1874-1945,spisovateľ   | für Janko Jesenský, Dr. jur., Jurist, Beamter und Schriftsteller | č. NKP: 301-10491/0 Stand des NKP: 2012-02-28 Name: DOM PAMÄTNÝ      |
| ja   | Datei hochladen | Denkmal(sk) ObjektID: 301-135/0                                    | Štúrovo nám. 0 Standort KG: Bánovce nad Bebravou Konskr.Nr.:     | Štúr Ľudovít;1815-1856                | für Ľudovít Štúr, Philologe, Schriftsteller und Politiker        | č. NKP: 301-135/0 Stand des NKP: 2012-02-28 Name: POMNÍK             |
| ja   | Datei hochladen | Statue mit Sockel(sk) ObjektID: 301-10707/0                        | Štúrovo nám. Standort KG: Bánovce nad Bebravou Konskr.Nr.:       | Panna Mária-Immaculata;Mariánsky stĺp | unbefleckte Jungfrau Maria                                       | č. NKP: 301-10707/0 Stand des NKP: 2012-02-28 Name: SOCHA NA STĹPE   |
| ja   | Datei hochladen | Gedenkhaus(sk) ObjektID: 301-132/1                                 | Štúrovo nám. 1 Standort KG: Bánovce nad Bebravou Konskr.Nr.:     | revolučný NV-sídlo;Mestský úrad       | für den Sitz des revolutionären Nationalausschuss, Stadtbüro     | č. NKP: 301-132/1 Stand des NKP: 2012-02-28 Name: DOM PAMÄTNÝ        |
| ja   | Datei hochladen | Gedenktafel1(sk) ObjektID: 301-132/2                               | Štúrovo nám. 1 KG: Bánovce nad Bebravou Konskr.Nr.:              | padlí partizáni                       | für die gefallenen Partisanen                                    | č. NKP: 301-132/2 Stand des NKP: 2012-02-28 Name: TABUĽA PAMÄTNÁ I.  |
| ja   | Datei hochladen | Gedenktafel 2(sk) ObjektID: 301-132/3                              | Štúrovo nám. 1 KG: Bánovce nad Bebravou Konskr.Nr.:              | revolučný NV                          | für den revolutionären Nationalausschuss                         | č. NKP: 301-132/3 Stand des NKP: 2012-02-28 Name: TABUĽA PAMÄTNÁ II. |
| ja   | Datei hochladen | Kirche(sk) ObjektID: 301-10708/0                                   | Štúrovo nám. 21 Standort KG: Bánovce nad Bebravou Konskr.Nr.: 24 | r.k.sv.Trojice;Farský kostol          | römisch-katholische Pfarrkirche Heilige Dreifaltigkeit           | č. NKP: 301-10708/0 Stand des NKP: 2012-02-28 Name: KOSTOL           |
| BW   | Datei hochladen | Kirche(sk) ObjektID: 301-10711/1                                   | 125 Standort KG: Biskupice Konskr.Nr.: 125                       | r.k.sv.Michala                        | römisch-katholische Kirche St. Michael                           | č. NKP: 301-10711/1 Stand des NKP: 2012-02-28 Name: KOSTOL           |
| BW   | Datei hochladen | Befestigungsmauer(sk) ObjektID: 301-10711/2                        | Standort KG: Biskupice Konskr.Nr.:                               |                                       |                                                                  | č. NKP: 301-10711/2 Stand des NKP: 2012-02-28 Name: MÚR OHRADNÝ      |
| ja   | Datei hochladen | Schloss(sk) ObjektID: 301-166/0                                    | 2 Standort KG: Horné Ozorovce Konskr.Nr.: 2                      | ;Kaštieľ Ottlýk                       | Herrenhaus Ottlýk                                                | č. NKP: 301-166/0 Stand des NKP: 2012-02-28 Name: KAŠTIEĽ            |

## Legende
Die Tabelle enthält im Einzelnen folgende Informationen:
| Foto:                    | Fotografie des Denkmals. |
| Denkmal / č. ÚZPF:       | Die Übersetzung der Bezeichnung des Denkmals, wie sie vom Slowakischen Denkmalamt (Pamiatkový úrad Slovenskej republiky) verwendet wird. Die Originalbezeichnung ist unter dem Fragezeichen angegeben. Fehlt die Übersetzung, so wird die Originalbezeichnung direkt angezeigt. Weiters ist die Objekt-Identifikationsnummer (Objekt ID) angeführt. Sie ist die offizielle, in der Slowakei eindeutige Nummer č. ÚZPF inklusive der zugehörigen Zählnummer, wie sie in den Daten des Denkmalamtes angegeben wird. Da diese nur innerhalb eines Landkreises gezählt wird, ist dessen Nummer der Denkmalnummer vorangestellt. |
| Standort:                | Wenn in der Liste vorhanden, ist die Adresse angegeben. In Klammern kann sich noch eine zusätzliche Adresse befinden, wenn es beispielsweise ein Eckhaus ist. Bei freistehenden Objekten ohne Adresse (zum Beispiel bei Bildstöcken) ist eine Adresse angegeben, die in der Nähe des Objekts liegt. Durch Aufruf des Links Standort wird die Lage des Denkmals in verschiedenen Kartenprojekten angezeigt. Darunter sind die Katastralgemeinde (KG) und, wenn vorhanden, die Konskriptionsnummer (Konskr. Nr.) angegeben.                                                                                                   |
| Offizielle Beschreibung: | Es ist die Kurzbeschreibung auf Slowakisch, wie sie in den offiziellen Listen angegeben ist, eingetragen. |
| Beschreibung:            | Kurze Angaben zum Denkmal auf Deutsch. |
| Metadaten:               | Zusätzlich werden, wenn in den persönlichen Einstellungen das Helferlein Dauerhaftes Einblenden von Metadaten aktiviert ist, ebensolche angezeigt. |

- Karte mit allen Koordinaten:
- OSM |
- WikiMap